# Assumptes Interns
Assumptes interns es un programa de televisión producido por El Terrat y Sunrise Pictures para el canal valenciano À Punt. Este programa de entretenimiento fue estrenado el 10 de junio de 2018 como programa semanal, pero desde el 5 de noviembre del mismo año pasó a emitirse de lunes a viernes en la franja del access de prime time, a partir de las 21:25. Es presentado por el periodista y cómico Pere Aznar. El programa fue cancelado el 28 de noviembre de 2019 debido a sus bajos índices de audiencia. Vuelve a remitirse desde el 3 de marzo de 2020.

## Historia
El programa consta de entrevistas en clave de humor acerca de tradiciones y costumbres sobre los municipios y poblaciones de la Comunidad Valenciana, en ella se presentan unas tres o cuatro personas por sketch para que opinen o cuenten historias sobre las tradiciones y costumbres. Con Pere Aznar colabora la actriz Maria Juan y el humorista Óscar Tramoyeres, con los que hacen un análisis de la actualidad en clave de humor. También participan habitualmente Gemma Juan y Chus Lacort (como "las Trinis"), el humorista Edu Santamaria y el dj Ramir Calvo.
La periodista María Fuster y el guionista José Molins, serán los encargados de los reportajes en la tercera temporada.
A partir de noviembre de 2018 el programa pasa a emitirse antes del informativo de lunes a viernes teniendo a Leonor Waitling como primera invitada.
Por el programa pasa cada día a una celebridad para hacerle una entrevista. Entre otros mcuhos artistas han aparecido Aitana Sánchez Gijón, Edu Soto, Fran Perea, Silvia Abril, Víctor Palmero, Lorena Gómez, Marlango y Llum Barrera.
La tercera temporada del programa pasó a emitirse de lunes a jueves a las 22:00 estrenándose el 9 de septiembre de 2019.

## Temporadas y audiencias
| Temporada | Temporada | Programas | Estreno                 | Final                   | Audiencia media | Audiencia media | Audiencia media |
| Temporada | Temporada | Programas | Estreno                 | Final                   | Espectadores    | Cuota           |                 |
| --------- | --------- | --------- | ----------------------- | ----------------------- | --------------- | --------------- | --------------- |
|           | 1         | 21        | 10 de junio de 2018     | 24 de octubre de 2018   | -               | -               |                 |
|           | 2         | 113       | 5 de noviembre de 2018  | 12 de junio de 2019     | -               | -               |                 |
|           | 3         | 46        | 9 de septiembre de 2019 | 31 de diciembre de 2019 |                 |                 |                 |

### Temporada 1 (2018)
| Programas emitidos | Programas emitidos              | Programas emitidos       | Programas emitidos | Programas emitidos | Programas emitidos |
| N.º                | Título                          | Fecha de emisión         | Audiencia          | Share              | Notas              |
| ------------------ | ------------------------------- | ------------------------ | ------------------ | ------------------ | ------------------ |
| 1                  | Com som els valencians          | 10 de junio de 2018      |                    |                    |                    |
| 2                  | Nóvios i nóvies                 | 13 de junio de 2018      |                    |                    |                    |
| 3                  | Com ens divertim els valencians | 20 de junio de 2018      |                    |                    |                    |
| 4                  | L'oratge                        | 27 de junio de 2018      |                    |                    |                    |
| 5                  | L'aspecte                       | 4 de julio de 2018       |                    |                    |                    |
| 6                  | La platja                       | 11 de julio de 2018      |                    |                    |                    |
| 7                  | Estiuejar al poble              | 18 de julio de 2018      |                    |                    |                    |
| 8                  | Viatjar                         | 25 de julio de 2018      |                    |                    |                    |
| 9                  | Els xiquets a l'estiu           | 1 de agosto de 2018      |                    |                    |                    |
| 10                 | El sexe                         | 8 de agosto de 2018      |                    |                    |                    |
| 11                 | Ser mediterranis                | 15 de agosto de 2018     |                    |                    |                    |
| 12                 | Les festes majors               | 22 de agosto de 2018     |                    |                    |                    |
| 13                 | El foc                          | 29 de agosto de 2018     |                    |                    |                    |
| 14                 | Vida sana                       | 5 de septiembre de 2018  |                    |                    |                    |
| 15                 | El final de les vacances        | 12 de septiembre de 2018 |                    |                    |                    |
| 16                 | La taula                        | 19 de septiembre de 2018 |                    |                    |                    |
| 17                 | La família                      | 26 de septiembre de 2018 |                    |                    |                    |
| 18                 | La parella                      | 3 de octubre de 2018     |                    |                    |                    |
| 19                 | Els símbols                     | 10 de octubre de 2018    | 39 000             | 2,0%               |                    |
| 20                 | Els altres                      | 17 de octubre de 2018    |                    |                    |                    |
| 21                 | La música                       | 24 de octubre de 2018    | 36 000             | 1,8%               |                    |

### Temporada 2 (2018-2019)
| Programas emitidos | Programas emitidos                  | Programas emitidos      | Programas emitidos | Programas emitidos | Programas emitidos |
| N.º                | Invitado                            | Fecha de emisión        | Audiencia          | Share              | Notas              |
| ------------------ | ----------------------------------- | ----------------------- | ------------------ | ------------------ | ------------------ |
| 1                  | Marlango y Alejandra Pelayo         | 5 de noviembre de 2018  | 41 000             | 2,4%               | [ 7 ]              |
| 2                  | Iris Lezcano                        | 6 de noviembre de 2018  |                    |                    |                    |
| 3                  | Enrique Arce                        | 7 de noviembre de 2018  |                    |                    |                    |
| 4                  | Xavi Castillo                       | 8 de noviembre de 2018  |                    |                    |                    |
| 5                  | Sandra Cervera                      | 12 de noviembre de 2018 |                    |                    |                    |
| 6                  | L'Om Imprebís                       | 13 de noviembre de 2018 |                    |                    |                    |
| 7                  | Nacho Ruiperez y Leonardo Sbaraglia | 14 de noviembre de 2018 |                    |                    |                    |
| 8                  | Jordi Garrido                       | 15 de noviembre de 2018 |                    |                    |                    |
| 9                  | Fran Perea                          | 19 de noviembre de 2018 |                    |                    |                    |
| 10                 | Mireia Pérez                        | 20 de noviembre de 2018 |                    |                    |                    |
| 11                 | Pedro Vera                          | 21 de noviembre de 2018 |                    |                    |                    |
| 12                 | Miquel Ángel Landete                | 22 de noviembre de 2018 |                    |                    |                    |
| 13                 | Lorena Gómez                        | 26 de noviembre de 2018 |                    |                    |                    |
| 14                 | Quique Dacosta                      | 27 de noviembre de 2018 |                    |                    |                    |
| 15                 | Josep Vicent                        | 28 de noviembre de 2018 |                    |                    |                    |
| 16                 | Ferrán Gadea                        | 29 de noviembre de 2018 |                    |                    |                    |
| 17                 | Edu Soto                            | 3 de diciembre de 2018  |                    |                    |                    |
| 18                 | Santiago Posteguillo                | 4 de diciembre de 2018  |                    |                    |                    |
| 19                 | Víctor Palmero                      | 5 de diciembre de 2018  |                    |                    |                    |
| 20                 | Carles Chiner                       | 10 de diciembre de 2018 |                    |                    |                    |
| 21                 | Noèlia Pérez                        | 11 de diciembre de 2018 |                    |                    |                    |
| 22                 | David Guapo                         | 12 de diciembre de 2018 |                    |                    |                    |
| 23                 | Lola Moltó y Paula Braguinsky       | 13 de diciembre de 2018 |                    |                    |                    |
| 24                 | Juan Carlos Ferrero                 | 17 de diciembre de 2018 |                    |                    |                    |
| 25                 | Sol Picó                            | 18 de diciembre de 2018 |                    |                    |                    |
| 26                 | Ramonets                            | 19 de diciembre de 2018 |                    |                    |                    |
| 27                 | Sergio Alcover                      | 20 de diciembre de 2018 |                    |                    |                    |
| 28                 | Soledad Giménez                     | 24 de diciembre de 2018 |                    |                    |                    |
| 29                 | Paco Roca                           | 26 de diciembre de 2018 |                    |                    |                    |
| 30                 | Carolina Ferre y Eugeni Alemany     | 27 de diciembre de 2018 |                    |                    |                    |
| 31                 | Especial cap d'any                  | 31 de diciembre de 2018 |                    |                    |                    |
| 32                 | Josep Manel Casany                  | 2 de enero de 2019      | 45 000             | 2,1%               | [ 8 ]              |
| 33                 | María Luisa Merlo                   | 3 de enero de 2019      |                    |                    |                    |
| 34                 | Joan Espinosa                       | 7 de enero de 2019      |                    |                    |                    |
| 35                 | Yunke                               | 8 de enero de 2019      |                    |                    |                    |
| 36                 | Alfred Picó y Cristina García       | 9 de enero de 2019      |                    |                    |                    |
| 37                 | Aitana Sánchez-Gijón                | 10 de enero de 2019     |                    |                    |                    |
| 38                 | Soledad Vélez                       | 14 de enero de 2019     |                    |                    |                    |
| 39                 | Guillermo Montesinos                | 15 de enero de 2019     |                    |                    |                    |
| 40                 | Jèssica Crespo                      | 16 de enero de 2019     |                    |                    |                    |
| 41                 | Pedro Guerra                        | 17 de enero de 2019     |                    |                    |                    |
| 42                 | Asier Etxeandia y Enrico Bárbaro    | 21 de enero de 2019     |                    |                    |                    |
| 43                 | Mamen García                        | 22 de enero de 2019     |                    |                    |                    |
| 44                 | Llum Barrera                        | 23 de enero de 2019     |                    |                    |                    |
| 45                 | Ricard Camarena                     | 24 de enero de 2019     |                    |                    |                    |
| 46                 | Nacho Rodilla                       | 28 de enero de 2019     |                    |                    |                    |
| 47                 | Rebeca Valls                        | 29 de enero de 2019     | 41 000             | 2,3%               | [ 9 ]              |
| 48                 | David Marqués                       | 30 de enero de 2019     | 32 000             | 1,7%               | [ 10 ]             |
| 49                 | Ortifus                             | 31 de enero de 2019     |                    |                    |                    |
| 50                 | Nani Jiménez y Miguel Barberá       | 4 de febrero de 2019    |                    |                    |                    |
| 51                 | Santi Balmes                        | 5 de febrero de 2019    | 41 000             | 1,9%               | [ 11 ]             |
| 52                 | Gemeliers                           | 6 de febrero de 2019    |                    |                    |                    |
| 53                 | Silvia Abril                        | 7 de febrero de 2019    | 54 000             | 2,3%               | [ 12 ]             |
| 54                 | Ismael Serrano                      | 11 de febrero de 2019   |                    |                    |                    |
| 55                 | Pau Durà                            | 12 de febrero de 2019   | 40 000             | 1,8%               | [ 13 ]             |
| 56                 | Carlos Zanón                        | 13 de febrero de 2019   |                    |                    |                    |
| 57                 | Begoña Rodrigo                      | 14 de febrero de 2019   |                    |                    |                    |
| 58                 | José Manuel Casañ                   | 18 de febrero de 2019   |                    |                    |                    |
| 59                 | Marta Belenguer                     | 19 de febrero de 2019   |                    |                    |                    |
| 60                 | Melo Moreno                         | 20 de febrero de 2019   | 20 000             | 1%                 | [ 14 ]             |
| 61                 | El Monaguillo                       | 21 de febrero de 2019   | 42 000             | 2%                 | [ 15 ]             |
| 62                 | Diego Braguinsky                    | 25 de febrero de 2019   | 52 000             | 2,4%               | [ 16 ]             |
| 63                 | Abril Zamora                        | 26 de febrero de 2019   | 29 000             | 1,3%               | [ 17 ]             |
| 64                 | Mònica Oltra                        | 27 de febrero de 2019   | 48 000             | 2,1%               | [ 18 ]             |
| 65                 | Toni Acosta                         | 28 de febrero de 2019   |                    |                    |                    |
| 66                 | Víctor Manuel                       | 4 de marzo de 2019      | 32 000             | 1,5%               | [ 19 ]             |
| 67                 | Rubén Martínez Dalmau               | 5 de marzo de 2019      |                    |                    |                    |
| 68                 | Funambulista                        | 6 de marzo de 2019      | 52 000             | 2,6%               | [ 20 ]             |
| 69                 | Mariola Cubells                     | 7 de marzo de 2019      |                    |                    |                    |
| 70                 | Isabel Bonig                        | 11 de marzo de 2019     |                    |                    |                    |
| 71                 | Marina Civera                       | 12 de marzo de 2019     |                    |                    |                    |
| 72                 | Diana Palazón                       | 13 de marzo de 2019     |                    |                    |                    |
| 73                 | Miquel Gil                          | 14 de marzo de 2019     |                    |                    |                    |
| 74                 | David Fernández                     | 19 de marzo de 2019     | 99 000             | 4,8%               | [ 21 ]             |
| 75                 | Jorge Blass                         | 20 de marzo de 2019     | 47 000             | 2,4%               | [ 22 ]             |
| 76                 | María Maroto y Jordi Ballester      | 21 de marzo de 2019     |                    |                    |                    |
| 77                 | Korah                               | 25 de marzo de 2019     |                    |                    |                    |
| 78                 | Toni Cantó                          | 26 de marzo de 2019     |                    |                    |                    |
| 79                 | Carles Alberola                     | 27 de marzo de 2019     |                    |                    |                    |
| 80                 | Pepón Nieto                         | 28 de marzo de 2019     |                    |                    |                    |
| 81                 | David Civera                        | 1 de abril de 2019      |                    |                    |                    |
| 82                 | David Ferrer                        | 2 de abril de 2019      | 50 000             | 2,4%               | [ 23 ]             |
| 83                 | Magüi Mira                          | 3 de abril de 2019      |                    |                    |                    |
| 84                 | Amistades Peligrosas                | 4 de abril de 2019      |                    |                    |                    |
| 85                 | Mònica Pérez                        | 8 de abril de 2019      |                    |                    |                    |
| 86                 | Ximo Puig                           | 9 de abril de 2019      | 45 000             | 2,3%               | [ 24 ]             |
| 87                 | Zenet                               | 10 de abril de 2019     |                    |                    |                    |
| 88                 | Jon Plazaola y Noemí Ruiz           | 11 de abril de 2019     |                    |                    |                    |
| 89                 | Nacho Diago                         | 15 de abril de 2019     |                    |                    |                    |
| 90                 | Ramón Mirabet                       | 16 de abril de 2019     |                    |                    |                    |
| 91                 | Carmen Alcayde                      | 17 de abril de 2019     |                    |                    |                    |
| 92                 | Carlos Segarra                      | 29 de abril de 2019     |                    |                    |                    |
| 93                 | Lorena Berdún                       | 30 de abril de 2019     |                    |                    |                    |
| 94                 | Amparo Llanos                       | 2 de mayo de 2019       |                    |                    |                    |
| 95                 | Pilar Almería y Ximo Solano         | 6 de mayo de 2019       |                    |                    |                    |
| 96                 | Javier Herrero                      | 7 de mayo de 2019       |                    |                    |                    |
| 97                 | David Albelda                       | 8 de mayo de 2019       | 53 000             | 2,7%               | [ 25 ]             |
| 98                 | Raquel Sánchez Silva                | 13 de mayo de 2019      |                    |                    |                    |
| 99                 | Héctor Cabrera                      | 14 de mayo de 2019      |                    |                    |                    |
| 100                | Pablo Carbonell                     | 21 de mayo de 2019      | 42 000             | 2,1%               | [ 26 ]             |
| 101                | Salomé                              | 22 de mayo de 2019      |                    |                    |                    |
| 102                | Jorge Martí                         | 23 de mayo de 2019      |                    |                    |                    |
| 103                | Juan del Val                        | 27 de mayo de 2019      |                    |                    |                    |
| 104                | Mari Giner                          | 28 de mayo de 2019      |                    |                    |                    |
| 105                | Beatriz Carvajal y Carlos Santos    | 29 de mayo de 2019      |                    |                    |                    |
| 106                | Carlos Goñi                         | 30 de mayo de 2019      |                    |                    |                    |
| 107                | ZOO                                 | 3 de junio de 2019      |                    |                    |                    |
| 108                | Alfred García                       | 4 de junio de 2019      |                    |                    |                    |
| 109                | Joaquín Climent                     | 5 de junio de 2019      |                    |                    |                    |
| 110                | María Abradelo                      | 6 de junio de 2019      |                    |                    |                    |
| 111                | Un any d'À Punt (especial)          | 10 de junio de 2019     | 44 000             | 2,2%               | [ 27 ]             |
| 112                | Javi Sancho                         | 11 de junio de 2019     |                    |                    |                    |
| 113                | Carme Juan                          | 12 de junio de 2019     | 39 000             | 2,1%               | [ 28 ]             |

### Temporada 3 (2019)
| Programas emitidos | Programas emitidos        | Programas emitidos       | Programas emitidos | Programas emitidos | Programas emitidos |
| N.º                | Invitado                  | Fecha de emisión         | Audiencia          | Share              | Notas              |
| ------------------ | ------------------------- | ------------------------ | ------------------ | ------------------ | ------------------ |
| 1                  | Andreu Buenafuente        | 9 de septiembre de 2019  | 43 000             | 2,5%               | [ 29 ]             |
| 2                  | -                         | 10 de septiembre de 2019 | 22 000             | 1,2%               | [ 30 ]             |
| 3                  | -                         | 11 de septiembre de 2019 |                    | 1,3%               |                    |
| 4                  | Carolina Ferre            | 12 de septiembre de 2019 |                    | 1,9%               |                    |
| 5                  | -                         | 16 de septiembre de 2019 |                    | 1,8%               |                    |
| 6                  | Toni Cantó                | 17 de septiembre de 2019 |                    | 1,2%               |                    |
| 7                  | -                         | 18 de septiembre de 2019 |                    | 1,7%               |                    |
| 8                  | Jandro                    | 19 de septiembre de 2019 |                    | 0,9%               |                    |
| 9                  | -                         | 23 de septiembre de 2019 |                    | 1'8%               |                    |
| 10                 | Mónica Pérez y Jordi Ríos | 24 de septiembre de 2019 | 71 000             | 3,7%               | [ 31 ]             |
| 11                 | -                         | 25 de septiembre de 2019 |                    | 3%                 |                    |
| 12                 | -                         | 26 de septiembre de 2019 |                    | 2'7%               |                    |
| 13                 | -                         | 30 de septiembre de 2019 |                    | 1,0%               | [ 32 ]             |
| 14                 | -                         | 1 de octubre de 2019     |                    |                    |                    |
| 15                 | -                         | 2 de octubre de 2019     |                    | 0,9%               |                    |
| 16                 | -                         | 31 de diciembre de 2019  | 97.000             | 6,7%               |                    |